# José Luis Cardoso
José Luis Cardoso Lobo (Siviglia, 2 febbraio 1975) è un pilota motociclistico spagnolo, ritiratosi dall'attività agonistica.

## Carriera

### Gli inizi
La sua carriera motociclistica è iniziata nelle competizioni locali per passare al campionato nazionale spagnolo nel 1991. Nel 1992 conquista il secondo posto in gara a Jerez nel campionato europeo classe 125. In Spagna vince il titolo della classe 125 nel 1993. Questo successo gli ha aperto le porte per il debutto nel motomondiale, avvenuto nella stagione 1993, grazie ad una wild card che gli è stata offerta per gareggiare nel Gran Premio motociclistico di Spagna.

### Motomondiale
Dopo l'esordio senza aver ottenuto punti validi per la classifica mondiale, dal motomondiale 1994 è passato alle gare della classe 250, alla guida di una Aprilia; dopo cinque stagioni corse nella stessa classe, dapprima con Aprilia ed in seguito con moto della Yamaha. Nel 1997, sempre con Yamaha, si classifica quindicesimo nel campionato Europeo classe 250 vincendo la gara conclusiva a Cartagena. Nel 1999 passa nuovamente di categoria, approdando alla classe 500 in sella ad una TSR-Honda AC50M del team Maxon TSR.
Le sue presenze nel campionato mondiale sono continuate sino al motomondiale 2002, con l'ultimo anno corso nella neonata MotoGP alla guida di una Yamaha YZR500 del team Antena 3 Yamaha d'Antín in sostituzione di Pere Riba. Nel 2003 e nel 2004 corre esclusivamente nel campionato spagnolo, ottenendo ottimi risultati nella categoria formula extreme, arrivando secondo nella classifica generale la prima annata con 120 punti e tre vittorie in gara, mentre il secondo anno riesce a vincere il campionato, laureandosi campione nazionale con 166 punti, sei vittorie in gara e sette podi totali. Sempre nel 2004 partecipa ad una prova del motomondiale nella classe 250, quando viene iscritto come wildcard al GP di Catalogna dal team NC World Trade con una Yamaha YZR 250, ma non riesce a qualificarsi per la gara domenicale.

### La parentesi in Superbike
Nel 2005 ha invece gareggiato nel campionato mondiale Superbike con una Yamaha YZF R1 del team D.F.X. Treme, raccogliendo durante la stagione 13 punti e classificandosi al 24º posto finale. Nella stessa stagione e con lo stesso team prende parte, come pilota wild card senza punti, al Gran Premio di Monza nel Campionato Italiano Superbike classificandosi settimo al traguardo.

### Ultime competizioni
Nel 2006 ha corso nuovamente nel Motomondiale in MotoGP con la Ducati Desmosedici del team Pramac d'Antín MotoGP. La stagione non è molto positiva, infatti si classifica ventesimo nel mondiale racimolando solo 10 punti. Dal 2007 al 2009 torna a gareggiare nel campionato nazionale spagnolo sempre in formula extreme e all'inizio del 2010 ha partecipato ad alcuni test privati della scuderia Ducati Corse.

## Risultati in gara

### Motomondiale
| 1993 | Classe | Moto    |  |  |  |     |  |  |  |  |  |  |  |  |  |  |  |  |  | Punti | Pos. |
| ---- | ------ | ------- |  |  |  | --- |  |  |  |  |  |  |  |  |  |  |  |  |  | ----- | ---- |
| 1993 | 125    | Aprilia |  |  |  | Rit |  |  |  |  |  |  |  |  |  |  |  |  |  | 0     |      |

| 1994 | Classe | Moto    |    |     |     |    |     |    |     |     |     |    |     |    |    |     |  |  |  | Punti | Pos. |
| ---- | ------ | ------- | -- | --- | --- | -- | --- | -- | --- | --- | --- | -- | --- | -- | -- | --- |  |  |  | ----- | ---- |
| 1994 | 250    | Aprilia | 19 | Rit | Rit | 15 | Rit | 21 | Rit | Rit | Rit | 19 | Rit | 20 | 15 | Rit |  |  |  | 2     | 31º  |

| 1995 | Classe | Moto    |   |    |   |    |    |    |     |     |    |    |    |     |    |  |  |  |  | Punti | Pos. |
| ---- | ------ | ------- | - | -- | - | -- | -- | -- | --- | --- | -- | -- | -- | --- | -- |  |  |  |  | ----- | ---- |
| 1995 | 250    | Aprilia | 8 | 13 | 7 | 17 | 17 | 12 | Rit | Rit | 16 | 13 | 14 | Rit | 12 |  |  |  |  | 33    | 16º  |

| 1996 | Classe | Moto    |     |     |    |  |    |     |     |  |  |     |     |    |     |     |     |  |  | Punti | Pos. |
| ---- | ------ | ------- | --- | --- | -- |  | -- | --- | --- |  |  | --- | --- | -- | --- | --- | --- |  |  | ----- | ---- |
| 1996 | 250    | Aprilia | Rit | Rit | 23 |  | NP | Rit | Rit |  |  | Rit | Rit | 13 | Rit | Rit | Rit |  |  | 3     | 31º  |

| 1997 | Classe | Moto   |     |    |    |     |     |     |     |    |     |    |    |    |    |     |     |  |  | Punti | Pos. |
| ---- | ------ | ------ | --- | -- | -- | --- | --- | --- | --- | -- | --- | -- | -- | -- | -- | --- | --- |  |  | ----- | ---- |
| 1997 | 250    | Yamaha | Rit | 20 | 10 | Rit | Rit | Rit | Rit | 14 | Rit | 15 | 13 | 11 | 14 | Rit | Rit |  |  | 19    | 21º  |

| 1998 | Classe | Moto   |   |    |     |   |    |   |     |    |   |    |    |     |     |     |  |  |  | Punti | Pos. |
| ---- | ------ | ------ | - | -- | --- | - | -- | - | --- | -- | - | -- | -- | --- | --- | --- |  |  |  | ----- | ---- |
| 1998 | 250    | Yamaha | 8 | 10 | Rit | 8 | 13 | 5 | Rit | 10 | 7 | 10 | 12 | Rit | Rit | Rit |  |  |  | 61    | 11º  |

| 1999 | Classe | Moto      |     |    |     |     |     |    |    |     |  |    |     |     |     |    |    |    |  | Punti | Pos. |
| ---- | ------ | --------- | --- | -- | --- | --- | --- | -- | -- | --- |  | -- | --- | --- | --- | -- | -- | -- |  | ----- | ---- |
| 1999 | 500    | TSR Honda | Rit | 14 | Rit | Rit | Rit | 12 | 16 | Rit |  | NP | Rit | Rit | Rit | 17 | 17 | 16 |  | 6     | 26º  |

| 2000 | Classe | Moto  |    |    |     |     |  |    |    |  |     |    |    |    |    |    |    |    |  | Punti | Pos. |
| ---- | ------ | ----- | -- | -- | --- | --- |  | -- | -- |  | --- | -- | -- | -- | -- | -- | -- | -- |  | ----- | ---- |
| 2000 | 500    | Honda | 11 | 13 | Rit | Rit |  | 13 | NP |  | Rit | 12 | 16 | 16 | 12 | 16 | NQ | NQ |  | 19    | 18º  |

| 2001 | Classe | Moto   |     |    |     |    |    |    |    |     |    |    |    |    |    |     |    |   |  | Punti | Pos. |
| ---- | ------ | ------ | --- | -- | --- | -- | -- | -- | -- | --- | -- | -- | -- | -- | -- | --- | -- | - |  | ----- | ---- |
| 2001 | 500    | Yamaha | Rit | 13 | Rit | 13 | 11 | 14 | 12 | Rit | 13 | 13 | 10 | 17 | 13 | Rit | 11 | 8 |  | 45    | 16º  |

| 2002 | Classe | Moto   |  |  |  |    |  |  |  |  |    |  |  |    |  |    |    |     |  | Punti | Pos. |
| ---- | ------ | ------ |  |  |  | -- |  |  |  |  | -- |  |  | -- |  | -- | -- | --- |  | ----- | ---- |
| 2002 | MotoGP | Yamaha |  |  |  | 16 |  |  |  |  | 13 |  |  | 11 |  | 16 | 15 | Rit |  | 9     | 23º  |

| 2004 | Classe | Moto   |  |  |  |  |    |  |  |  |  |  |  |  |  |  |  |  |  | Punti | Pos. |
| ---- | ------ | ------ |  |  |  |  | -- |  |  |  |  |  |  |  |  |  |  |  |  | ----- | ---- |
| 2004 | 250    | Yamaha |  |  |  |  | NQ |  |  |  |  |  |  |  |  |  |  |  |  | 0     |      |

| 2006 | Classe | Moto   |     |    |     |    |     |    |    |    |    |    |    |     |    |    |     |    |     | Punti | Pos. |
| ---- | ------ | ------ | --- | -- | --- | -- | --- | -- | -- | -- | -- | -- | -- | --- | -- | -- | --- | -- | --- | ----- | ---- |
| 2006 | MotoGP | Ducati | Rit | 16 | Rit | 17 | Rit | 17 | 11 | 17 | 15 | 14 | 16 | Rit | 17 | 17 | Rit | 14 | Rit | 10    | 20º  |

| Legenda | 1º posto        | 2º posto            | 3º posto            | A punti      | Senza punti        | Grassetto – Pole position Corsivo – Giro più veloce |
| Legenda | Gara non valida | Non qual./Non part. | Ritirato/Non class. | Squalificato | '-' Dato non disp. | Grassetto – Pole position Corsivo – Giro più veloce |

### Campionato mondiale Superbike
| 2005 | Moto   |     |     |     |     |     |     |    |     |   |     |    |     |    |     |    |     |    |     |    |     |  |  |  |  |  |  | Punti | Pos. |
| ---- | ------ | --- | --- | --- | --- | --- | --- | -- | --- | - | --- | -- | --- | -- | --- | -- | --- | -- | --- | -- | --- |  |  |  |  |  |  | ----- | ---- |
| 2005 | Yamaha | Rit | Rit | Rit | Rit | Rit | Rit | 19 | Rit | 9 | Rit | 13 | Rit | 16 | Rit | 20 | Rit | 17 | Rit | 13 | Rit |  |  |  |  |  |  | 13    | 24º  |

| Legenda | 1º posto        | 2º posto            | 3º posto           | A punti      | Senza punti        | Grassetto – Pole position Corsivo – Giro più veloce |
| Legenda | Gara non valida | Non qual./Non part. | Ritirato/Non class | Squalificato | '-' Dato non disp. | Grassetto – Pole position Corsivo – Giro più veloce |